# بیلی آیدل
بیلی آیدل (به انگلیسی: Billy Idol) از خواننده‌های بزرگ سبک موسیقی پانک راک دهه ۱۹۸۰ و ۱۹۹۰ است.
وی زاده انگلستان و ساکن آمریکا است.